# Sydney to the Max
Sydney to the Max (Sydney como Max en Hispanoamérica y Sydney y Max en España) es una serie de televisión estadounidense de comedia de situación, creada por Mark Reisman que se estrenó en Disney Channel el 25 de enero de 2019 y en Latinoamérica el 29 de julio de 2019. La serie está protagonizada por Ruth Righi, Ava Kolker, Jackson Dollinger, Christian J. Simon, Ian Reed Kesler y Caroline Rhea.

## Sinopsis
Sydney to the Max es una comedia que gira en torno a Sydney Reynolds, una estudiante muy sociable y amable. Junto a su padre viudo y protector llamado Max, deben hacer frente a los desafíos que se dan cuando se crece. La ficción está ambientada en el presente, pero con recuerdos retrospectivos de la década de 1990. Gracias a ello y a la ayuda de la abuela Judy, padre e hija se dan cuenta de que tienen en común mucho más de lo que pensaban.

## Episodios
| Temporada | Temporada | Episodios | Estados Unidos          | Estados Unidos          | Latinoamérica       | Latinoamérica         | España              | España                |
| Temporada | Temporada | Episodios | Comienzo                | Final                   | Comienzo            | Final                 | Comienzo            | Final                 |
| --------- | --------- | --------- | ----------------------- | ----------------------- | ------------------- | --------------------- | ------------------- | --------------------- |
|           | 1         | 21        | 25 de enero de 2019     | 23 de julio de 2019     | 29 de julio de 2019 | 25 de febrero de 2020 | 16 de marzo de 2020 | 28 de febrero de 2021 |
|           | 2         | 21        | 13 de diciembre de 2019 | 21 de agosto de 2020    | 15 de junio de 2020 | 21 de mayo de 2021    | 21 de junio de 2021 | TBA                   |
|           | 3         | 21        | 19 de marzo de 2021     | 26 de noviembre de 2021 | 2 de agosto de 2021 | 24 de junio de 2022   | TBA                 | TBA                   |

## Reparto
- Ruth Righi como Sydney Reynolds, una estudiante de secundaria sociable.[2]
- Ava Kolker como Olive, la mejor amiga de Sydney.
- Ian Reed Kesler como Max Reynolds,[2] el padre protector de Sydney; en ciertos momentos, tiene recuerdos de sus días de escuela intermedia.
  - Jackson Dollinger como el joven Max Reynolds.[2]
- Christian J. Simon como Leo, el amigo de la infancia de Max que se ve en sus flashbacks.
- Caroline Rhea como Judy, la abuela de Sydney y madre de Max.

## Producción
La serie dio luz verde en Disney Channel el 6 de septiembre de 2018, siendo programada para su estreno a principios de 2019. La serie fue creada por Mark Reisman, quien también se desempeña como showrunner, productor ejecutivo y escritor. Los protagonistas de la serie son Ruth Righi como Sydney Reynolds, Ian Reed Kesler como Max, Christian J. Simon como Leo, Ava Kolker como Olive, Caroline Rhea como Judy, y el recién llegado Jackson Dollinger como el joven Max. La serie está producida por It's a Laugh Productions. El 19 de noviembre de 2018, se anunció que la serie se estrenaría el 25 de enero de 2019. El tema de apertura está producida y escrita por Kay Hanley, Michelle Lewis, y Dan Petty e interpretada por Ruth Righi y Dan Conklin. El 16 de enero de 2019, Disney Channel publicó un vídeo con el tema oficial de apertura. El 23 de mayo de 2019, se anunció que Disney Channel renovó la serie para una segunda temporada. El 21 de noviembre de 2019, se anunció que Disney Channel renovó la serie para una tercera temporada, antes de su estreno en la segunda temporada. El 1 de abril de 2022, se informó que la serie concluyó la producción después de la tercera temporada, y el episodio final se emitió el 26 de noviembre de 2021.